# پارک شبه‌ملی سوزوکا
پارک شبه‌ملی سوزوکا (به لاتین: Suzuka Quasi-National Park) یک پارک شبه‌ملی و منطقهٔ مسکونی در ژاپن است که در استان میه واقع شده‌است.